# Дестини Девил
Дестини Девил (на английски: Destiny Deville) е артистичен псевдоним на британската порнографска актриса от индийски произход Сабана Пател (Sabana Patel), родена на 3 април 1985 г. в град Мумбай, Индия. Дебютира в порнографската индустрия през 2004 година, когато е на 19 години.